# 碧差汶里府
佛丕府（皇家轉寫：Changwat Phetchaburi，泰語發音：[t͡ɕāŋ.wàt pʰét.t͡ɕʰā.bū.rīː]，音譯為碧差汶里府、碧武里府），是位於泰國中部的一個府。

## 歷史
碧武里府曾為高棉人的重要前哨輔都，後被暹羅入侵佔據管轄。至大城時代，該府數度更名，至成為一重鎮。以後將城鎮遷至佛丕河東畔，命名為「碧武里府」。

## 地理
- 碧武里府的面積約為6,225.1平方公里，距首都曼谷約為123公里。其疆域北瀕叻武里府；南界巴蜀府；東接沙沒頌堪府和暹羅灣；西毗緬甸。
- 碧武里府的東畔為沿海低窪平原，西部則為高原，以達瑙史山脈與緬甸為界。盛產木材、糖、椰子樹、螢光石。

## 行政
碧武里府的共分為8縣；再細分成93區；再細分成681村。
| \| # \| 中文名 \| 泰文名 \| 英文名 \| \| - \| ---------------------- \| ----------- \| ------------------ \| \| 1 \| 碧武里府治县（英语：Mueang Phetchaburi District） \| เมืองเพชรบุรี \| Mueang Phetchaburi \| \| 2 \| 考尧县（英语：Khao Yoi District） \| เขาย้อย \| Khao Yoi \| \| 3 \| 农亚邦县（英语：Nong Ya Plong District） \| หนองหญ้าปล้อง \| Nong Ya Plong \| \| 4 \| 差安县（英语：Cha-am District） \| ชะอำ \| Cha-am \| \| 5 \| 塔央县（英语：Tha Yang District） \| ท่ายาง \| Tha Yang \| \| 6 \| 班拉县（英语：Ban Lat District） \| บ้านลาด \| Ban Lat \| \| 7 \| 班兰县（英语：Ban Laem District） \| บ้านแหลม \| Ban Laem \| \| 8 \| 根格拉占县（英语：Kaeng Krachan District） \| แก่งกระจาน \| Kaeng Krachan \| |              |             |                    |
| # | 中文名       | 泰文名      | 英文名             |
| 1 | 碧武里府治县 | เมืองเพชรบุรี  | Mueang Phetchaburi |
| 2 | 考尧县       | เขาย้อย      | Khao Yoi           |
| 3 | 农亚邦县     | หนองหญ้าปล้อง | Nong Ya Plong      |
| 4 | 差安县       | ชะอำ        | Cha-am             |
| 5 | 塔央县       | ท่ายาง       | Tha Yang           |
| 6 | 班拉县       | บ้านลาด      | Ban Lat            |
| 7 | 班兰县       | บ้านแหลม     | Ban Laem           |
| 8 | 根格拉占县   | แก่งกระจาน   | Kaeng Krachan      |

## 名勝古蹟

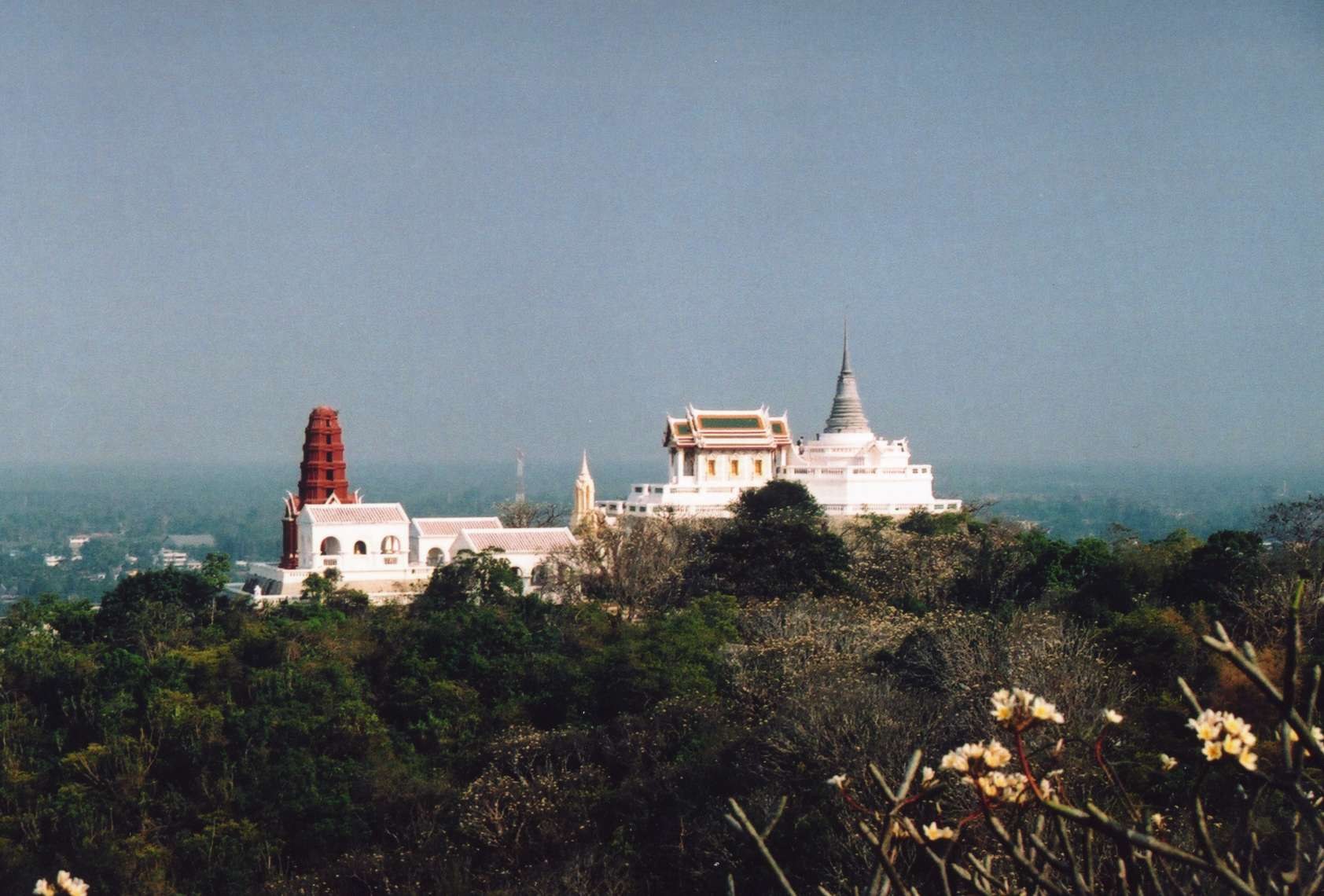
碧武里府的考旺山行宮

- 差庵沙灘：位於差庵縣，沙灘長而直，樹木成排，海旁小路遍佈商店、餐廳、別墅，夕陽西下，海空一線，美景如畫，令人留戀難忘。
- 探考銳洞：位於考銳縣，山洞內供奉有各種佛像，此洞曾為拉瑪五世在削髮為僧時的修禪學佛處。
- 其立行宮歷史公園（又稱考旺山行宮）：位於佛丕直轄縣，建於1860年，為拉瑪四世的行宮，高92米，四週有碉堡及天文臺。當年尚在附近修蓋一古老佛寺及興建另一新寺。目前此帶已改為博物館和歷史公園。
- 考孟乃意山：距「考旺山行宮」約兩公里，為一高約121公尺的矮山，山上設有一座大城時代興建的古寺。此外，山上還有數座山洞可欣賞。

探考鑾洞：距「考旺山行宮」約5公里，高約92公尺，為一大型山洞，可容納數千人，洞壁有無數美麗的鐘乳石，洞內供奉由拉瑪五世呈獻給拉瑪一世至拉瑪四世的多尊重要佛像，山麓附近有一座「汶它威寺廟」， 寺內雕刻精美。
- 哇艾素溫那喃寺：為大城時代的敕封名剎，曾數次被修葺。此寺廟的特色為沒有窗戶，寺內壁畫有300 多年的歷史，且有精美的雕刻。
- 曼賓行宮：位於佛丕直轄縣，是拉瑪五世的雨季行宮，曾於1987年被裝修一新，現已開放成為博物館。
- 哈昭深藍沙灘：距佛丕直轄縣市場約15公里，自古以來即為旅遊勝地，那萊大帝曾盛讀此帶風景迷人。距南端7公里的「逼訂沙灘」，同樣風景秀麗。
- 敬咖贊水壩：位於他央縣，為攔截碧武里河的水壩，建於1966年，水壩高58公尺，長760公尺，寬8公尺，景色別緻。
- 敬咖贊國家公園：距「敬咖贊水壩」約8公里，是泰國最大的公園，面積約為1,900平方公里，於1981年6月12日才被公佈為國家公園，包括有「敬咖贊水庫」，可泛舟遊覽；「啪能吞山」，海拔高1,207公尺；另有數條瀑布、松林，一派大自然風光，美不勝收。
- 瑪立太溫行宮：位於差庵至華欣公路之間，是拉瑪六世的夏季行宮，現已被裝修一新，由泰國的邊防軍警管理。

## 土產
- 碧武里府以椰糖來製造糖果而聞。
  - Mo-kaeng：以麵粉、椰糖和雞蛋；
  - A-lua 及 Sampanni：以麵粉和糖；
- Khao Chae：凍甜肉伴飯，是碧武里府在夏季的著名的地方菜。
- Khanomchin Thotman：炸魚膠餅米粉。
- Chomphu Phet：碧武里府的各種蘋果。
- 差庵縣的廊坤匯區（Don Khun Huai）所出產的椰子及鳳梨。
- 他央縣所出產的蜜瓜及香蕉。